# Шиш Пантелеймон Іванович
Пантелеймон Іванович Шиш (9 серпня 1911, село Лисятичі, тепер Стрийського району Львівської області — 16 березня 1970, село Лисятичі Стрийського району Львівської області) — український радянський діяч, новатор сільськогосподарського виробництва, свинар колгоспу імені Леніна Стрийського району Львівської області. Депутат Верховної Ради УРСР 6-го скликання.

## Життєпис
Народився в селянській родині. Працював у сільському господарстві.
З кінця 1940-х років — колгоспник, свинар колгоспу імені Леніна села Лисятичі Стрийського району Дрогобицької (з 1959 року — Львівської) області.
Запропонував відмовитися від кліток на свинофермах і створити літні табори для всього поголів'я свиней. Довів, що такі заходи сприяють збільшенню ваги тварин. Відгодував у 1960 році 1000 свиней і здав державі 900 центнерів свинини. За п'ять місяців 1961 року здав 440 свиней загальною вагою 350 центнерів. У 1961 році зобов'язувався відгодувати 1200 свиней і довести їх загальну вагу до 1000 центнерів при собівартості 1 центнера приросту м'яса 23 карбованців.